# Vichyjska Francija
Vichyjska Francija (francosko: Régime de Vichy) je splošno ime za francosko državo, ki jo je med drugo svetovno vojno vodil francoski maršal Philippe Pétain. Režim, ki je vladal državi, je bil avtoritarne, ksenofobične, antisemtiske, korporativnistične in tradicionalistične narave. Uradno neodvisna je sprejela politiko sodelovanja z Nacistično Nemčijo, ki je zasedla njen severni in zahodni del države, preden je novembra 1942 zasedla še preostanek metropolitanske Francije. Čeprav je bil formalno Pariz njeno glavno mesto, je imela vlada Višijske države svoj sedež v zdraviliškem mestu Vichy, kjer je ostala odgovorna za civilno upravo Francije in njenih kolonij.
Tretja francoska republika je v drugo svetovno vojno vstopila septembra 1939 na strani zavezniških sil. 10. maja 1940 jo je napadla Nacistična Nemčija. Nacisti so hitro premagali zavezniške čete, tako da so naredili ovinek in vdrli preko belgijsko-francoske meje. Do sredine junija je bil vojaški položaj Francozov slab in bilo je očitno, da bitke za Francijo ni mogoče dobiti. Francoska vlada je začela razpravljati o možnosti premirja. Paul Reynaud je odstopil s položaja premiera, namesto, da bi podpisal premirje, nadomestil pa ga je maršal Philippe Pétain, junak prve svetovne vojne. Kmalu zatem je Pétain 22. junija 1940 podpisal premirje, Tretja francoska republika pa je ob tem razpadla, saj je državni zbor Pétainu podelil diktatorska pooblastila. 
Ko je bila ustanovljena Vichyjska Francija, je Pétain vzpostavil avtoritarno vlado, ki je obrnila številne liberalne politike in uveljavila strog nadzor nad gospodarstvom. Konservativni katoliki so postali vidni, Pariz pa je izgubil svoj avantgardni status v evropski umetnosti in kulturi. Mediji so bili strogo nadzorovani in so spodbujali antisemitizem in po začetku operacije Barbarossa junija 1941 tudi antiboljševizem. Pogoji premirja so predstavljali določene prednosti, na primer ohranitev francoske mornarice in francoskega kolonialnega cesarstva pod francoskim nadzorom in izogibanje popolni okupaciji države s strani Nemčije, ki je ohranila določeno stopnjo francoske neodvisnosti in nevtralnosti. Kljub močnemu pritisku, se francoska vlada v Višiju nikoli ni pridružila silam osi in je celo ostala formalno v vojni z Nemčijo. Nasprotno pa je Vichyjska Francija postala kolaboracionističen režim. 
Uradno povojno francosko stališče je bilo, da je bila Vichyjska Francija nemška marionetna država. Zgodovinarji so od sedemdesetih let dvajsetega stoletja to stališče zavračali z trditvijo: "Vichy je imel svojo politično agendo, ki jo je sledil brez najmanjšega pritiska Nemčije". Nemčija je obdržala dva milijona francoskih vojnih ujetnikov in uvedla prisilno delo (francosko: service du travail obligatoire) mladim Francozom. Francoski vojaki so bili talci, da bi zagotovili, da bo Vichy zmanjšal svoje vojaške sile in plačal velik davek zlata, hrane in zalog Nemčiji. Francoski policiji je bilo ukazano, da aretira Jude in druge "nezaželene", kot so komunisti in politični begunci, zaradi česar je bilo ubitih najmanj 72.500 Judov.
Večina francoske javnosti je sprva podpirala režim, vendar se je mnenje postopoma obrnilo proti francoski vladi in okupacijskim nemškim silam, ko je postalo jasno, da Nemčija izgublja vojno, življenjske razmere v Franciji pa so postajale vse težje. Francoski odpor, ki je večinoma sodeloval z gibanjem fracoskega generala Charlesa de Gaulla izven države, se je med okupacijo okrepil. Po zavezniški invaziji na Normandijo junija 1944 in osvoboditvi Francije septembra istega leta je bila kot nova nacionalna vlada ustanovljena Začasna vlada svobodne Francije Francoske republike (GPRF), ki jo je vodil Charles de Gaulle. 
Zadnji izgnanci iz Vichyjske Francije so bili ujeti v Sigmaringeni aprila 1945. Nova začasna vlada je Pétainu sodila zaradi izdaje in ga obsodila na smrtno kazen, vendar je obsodbo de Gaulle spremenil v dosmrtno ječo. Le štirim višjim uradnikom Vichyjske Francije so sodili za zločine proti človeštvu, čeprav so mnogi drugi sodelovali pri deportaciji Judov za internacijo v nacistična koncentracijska taborišča, zlorabah zapornikov in hudih dejanjih zoper pripadnike odpora.

## Padec Francije, ustanovitev Vichyjske Francije in Vichyjske vlade
3. septembra 1939 je Francija napovedala vojno Nemčiji potem, ko je ta dva dni prej napadla Poljsko in s tem sprožila začetek druge svetovne vojne. Po osmih mesecih lažne vojne so se Nemci 10. maja 1940 odločili za operacije za zahodu Evrope ter tega dne napovedali napad na Francijo. Po nemški zasedbi Nizozemske, Belgije in Luksemburga so se konec maja napadi preselili v Francijo, pri tem pa je nemška vojska premagala francoske in britanske čete ter zelo dobro napredovala proti jugu Francije. V nekaj dneh je postalo jasno, da so francoske vojaške sile preobremenjene in da francoskega poraza ni mogoče preprečiti. Vladni in vojaški voditelji, globoko šokirani nad usodo, so razpravljali, kako naprej. Številni uradniki, vključno s premierjem Paulom Reynaudom, so želeli vlado preseliti v francoske kolonije v severni Afriki in nadaljevati vojno s francosko mornarico in kolonialnimi viri. Drugi, zlasti podpredsednik Philippe Pétain in vrhovni poveljnik general Maxime Weygand, so vztrajali, da je odgovornost vlade ostati v Franciji in poskrbeti za svoje ljudi; pozvali so k takojšnjemu podpisu premirja.
Medtem, ko se je razprava nadaljevala, se je bila vlada prisiljena večkrat preseliti, da bi se izognila zajetju napredujočih nemških sil in končno dosegla Bordeaux. Komunikacije so bile slabe in na tisoče civilnih beguncev je zaprlo ceste. V teh kaotičnih razmerah so prevladali zagovorniki premirja. Predsedniški kabinet se je strinjal s predlogom za iskanje pogojev za premirje z Nemčijo z razumevanjem, da bo Francija ohranila možnost nadaljevanja boja, če bo Nemčija postavila nečastne ali pretirano ostre pogoje. Generalu Charlesu Huntzigerju, ki je vodil francosko delegacijo za premirje, je bilo rečeno, naj prekine pogajanja, če bodo Nemci zahtevali zasedbo vse metropolitanske Francije, francoske flote ali katerega koli francoskih čezmorskih ozemelj. Vendar Nemci niso postavili nobene od teh zahtev.
Premier Reynaud se je zavzemal za nadaljevanje vojne, vendar so ga kmalu preglasovali tisti, ki so se zavzemali za podpis premirja. V nevzdržnem položaju je premie Reynaud 16. junija 1940 odstopil in predsednik države Albert Lebrun je na njegovo priporočilo imenoval 84-letnega Phillipa Pétaina za novega predsednika vlade. Premirje z Nemčijo je bilo podpisano 22. junija 1940, ko je Francija kapitulirala, prav tako je bilo podpisano tudi premirje z Fašistično Italijo, ki je 10. junija vstopila v vojno proti Franciji. Ločen francoski sporazum je bil podpisan, veliko potem, ko je bil izid bitke odločen.
Adolf Hitler je imel številne razloge za privolitev v premirje. Želel je zagotoviti, da se Francija ne bo še naprej borila iz severne Afrike in da bo francoska mornarica izključena iz vojne. Poleg tega bi puščanje francoske vlade na mestu Nemčije razbremenilo znatnega bremena upravljanja francoskega ozemlja, zlasti ker je Hitler svojo pozornost usmeril proti Veliki Britaniji, ki se ni predala in se je borila proti Nemčiji. Nazadnje, ker Nemčija ni imela dovolj mornarice za zasedbo francoskih čezmorskih ozemelj, je bila Hitlerjeva edina praktična možnost, da Britancem zavrne uporabo teh ozemelj, ohraniti status Francije kot de jure neodvisne in nevtralne države ter poslati sporočilo Veliki Britaniji, da je sama, pri čemer bi se zdelo, da je Francija zamenjala stran, ZDA pa ostanejo nevtralne. Vendar se je nemško vohunjenje proti Franciji po porazu močno okrepilo, zlasti v južni Franciji.

### Pogoji premirja
Premirje, podpisano 22. junija 1940, je Francijo razdelilo na okupirano in nezasedeno območje. Severno in zahodno Francijo, vključno s celotno atlantsko obalo, je zasedla Nacistična Nemčija, preostali dve petini države, južno in jugo-vzhodno, pa je bila pod nadzorom francoske vlade s prestolnico v Vichyju pod vodstvom Phillipa Pétaina. Domnevno je francoska vlada upravljala celotno ozemlje.

#### Ujetniki
Nemčija je dva milijona francoskih vojakov ujela kot vojne ujetnike in jih poslala v taborišča v Nemčiji. Približno tretjina je bila do leta 1944 izpuščena pod različnimi pogoji. Od preostalih so bili častniki in podčastniki zaprti v taboriščih, vendar so bili oproščeni prisilnega dela.  Privatnike so najprej poslali na prevzgojo v taborišča "Stalag", nato pa jih premestili na opravljanje dela. Približno polovica jih je delala v nemškem kmetijstvu, kjer so bili obroki hrane ustrezni, nadzor pa prizanesljiv. Ostali so delali v tovarnah ali rudnikih, kjer so bile razmere veliko težje.

#### Vojska za premirje
Nemci so neposredno zasedli severno in zahodno Francijo. Francozi so morali plačati stroške za 300.000 nemško okupacijsko vojsko, ki so znašali 20 milijonov rajhsmark na dan, po umetnem tečaju dvajset frankov za rajhsmark. To je bilo 50-kratnik dejanskih stroškov okupacijskega garnizona. Francoska vlada je bila odgovorna tudi za preprečevanje pobega francoskih državljanov v izgnanstvo. 
IV. člen premirja je dovoljeval majhno francosko vojsko - Armistice Armies (Armée de l'Armistice) - nameščeno na nezasedeni coni in vojaško oskrbo francoskega kolonialnega cesarstva v tujini. Naloga teh sil je bila ohranjanje notranjega reda in obramba francoskih ozemelj pred napadom zaveznikov. Francoske sile naj bi ostale pod splošnim vodstvom nemških oboroženih sil.
Natančna moč francoske metropolitanske vojske Višij je bila določena na 3.768 častnikov, 15.072 podčastnikov in 75.360 mož. Vsi člani so morali biti prostovoljci. Poleg vojske je bila velikost žandarmerije določena na 60.000 mož in protiletalska sila 10.000 mož. Kljub prihodu izurjenih vojakov iz kolonialnih sil (zmanjšanih v skladu s premirjem) je primanjkovalo prostovoljcev. Kot rezultat, je bilo za izpolnitev kvote obdržanih 30.000 moških. V začetku leta 1942 so bili ti obvezniki izpuščeni, a moških še vedno ni bilo dovolj. To pomanjkanje je ostalo do padca režima.
Francoska metropolitanska armada Višij je bila prikrajšana za tanke in druga oklepna vozila in ji je obupno primanjkovalo motornega transporta, kar je bil poseben problem za konjeniške enote. Preživeli plakati o rekrutiranju so poudarjali priložnosti za atletske dejavnosti, vključno z jahanjem, kar je odražalo tako splošni poudarek, ki ga je vlada Višijska vlada dala na podeželske vrline in dejavnosti na prostem, kot tudi resničnost služenja v majhni in tehnološko zaostali vojaški sili. Tradicionalne značilnosti, značilne za francosko vojsko pred letom 1940, kot so kepiji in težki kapoti (zapeti veliki plašči), so nadomestile baretke in poenostavljene uniforme.
Višijska oblast ni napotila vojske proti odporniškim skupinam, ki so delovale na jugu Francije, in so to vlogo pridržale višijski milici (miliciji), paravojaški sili, ki jo je 30. januarja 1943 ustvarila vlada Višij za boj proti odporu. Pripadniki redne vojske so tako lahko po nemški okupaciji južne Francije in razpustitvi armade premirja novembra 1942 prebegnili k makiji. Nasprotno pa so Milice še naprej sodelovale, njeni pripadniki pa so bili po osvoboditvi izpostavljeni represalijam. 
Višijske francoske kolonialne sile so se zmanjšale v skladu s pogoji premirja, vendar je imel Višij samo na območju Sredozemlja še vedno skoraj 150.000 ljudi, oboroženih z orožjem. V Francoskem Maroku jih je bilo približno 55.000, v Alžiriji 50.000 in v Vojski Levanta (Armée du Levant), v Libanonu in Siriji skoraj 40.000. Kolonialnim silam je bilo dovoljeno obdržati nekaj oklepnikov, čeprav so bili to večinoma "stari" tanki iz prve svetovne vojne (Renault FT).

### Nemško oskrbništvo
Premirje je od Francije zahtevalo, da na zahtevo Nemčije izroči vse nemške državljane v državi. Francozi so to šteli za "nečasten" izraz, saj bi od Francije zahteval, da izroči osebe, ki so prišle v Francijo in iščejo zatočišče v Nemčiji. Poskusi pogajanj z Nemčijo o tej točki so se izkazali za neuspešne in Francozi so se odločili, da vprašanja ne bodo pritiskali do te mere, da bi zavrnili premirje.

### 10. julij 1940: Glasovanje s popolnimi merili in ustanovitev Višijske Francije
10. julija 1940 sta se poslanska zbornica in senat zbrala na skupni seji v mirnem zdraviliškem mestu Višij, njihovem začasnem glavnem mestu v osrednji Franciji. Lyon, drugo največje mesto v Franciji, bi bila bolj logična izbira, vendar je bil župan Édouard Herriot preveč tesno povezan s Tretjo republiko. Marseille je imel sloves središča organiziranega kriminala. Toulouse je bil preveč oddaljen in je imel sloves levice. Višij je bil v središču mesta in je imel veliko hotelov, ki so jih lahko uporabljali ministri.
Pierre Laval in Raphaël Alibert sta začela svojo kampanjo, da bi prepričala zbrane senatorje in poslance, naj izglasujejo polna pooblastila Pétainu. Uporabili so vsa razpoložljiva sredstva, kot so nekaterim obljubljali ministrska mesta, drugim pa so grozili in jih ustrahovali. Pri tem jim je pomagala odsotnost priljubljenih, karizmatičnih osebnosti, ki bi jim lahko nasprotovale, kot sta Georges Mandel in Édouard Daladier, ki sta bila takrat na krovu ladje Massilia na poti v Severno Afriko, v izgnanstvu. Državni zbor, ki sta ga sestavljala tako senat kot poslanska zbornica, je 10. julija s 569 glasovi za, 80 glasovi proti in 20 vzdržanimi glasovi, glasoval za podelitev polnih in izrednih pooblastil maršalu Pétainu. Z istim glasovanjem so mu podelili tudi pooblastilo za pisanje nove ustave. Z zakonom št. 2 je Pétain naslednji dan opredelil svoja pooblastila in razveljavil vse zakone Tretje francoske republike, ki so bili v nasprotju z njimi (Ti akti so bili kasneje razveljavljeni avgusta 1944.). S tem je bila 10. julija 1940 uradno priznana in ustanovljena Višijska Francija. 
Večina zakonodajalcev je menila, da se bo demokracija nadaljevala, čeprav z novo ustavo. Čeprav je Laval 6. julija dejal, da je "parlamentarna demokracija izgubljena, je večina Pétainu zaupala. Léon Blum, ki je glasoval proti, je tri mesece pozneje zapisal, da je bil Lavalov "očitni cilj posekati vse korenine, ki so povezovale Francijo z njeno republikansko in revolucionarno preteklostjo. Njegova 'nacionalna revolucija' naj bi bila protirevolucija, ki bi odpravila ves napredek in človeške pravice, pridobljene v zadnjih sto petdesetih letih."Manjšina večinoma radikalov in socialistov, ki so nasprotovali Lavalu, je postala znana kot Višij 80. Poslanci in senatorji, ki so glasovali za podelitev polnih pooblastil Pétainu, so bili po osvoboditvi posamično obsojeni in kritizirani.
Večina francoskih zgodovinarjev in vseh povojnih francoskih vlad je trdila, da je bilo to glasovanje državnega zbora nezakonito. Navedeni so trije glavni argumenti:
- Razveljavitev pravnega postopka

- Nezmožnost, da bi Parlament prenesel svoja ustavna pooblastila, ne da bi a posteriori nadzoroval njihovo uporabo.

- Ustavna sprememba iz leta 1884, zaradi katere je neustavno postavljati pod vprašaj "republikansko obliko" vlade.

Od skupno 544 poslancev jih je glasovalo le 414; in od skupno 302 senatorjev jih je glasovalo le 235. Od tega je 357 poslancev glasovalo za Pétaina in 57 proti, 212 senatorjev je glasovalo za Pétaina in 23 proti. Tako je Pétaina potrdilo 65 % vseh poslancev in 70 % vseh senatorjev.  Čeprav bi lahko Pétain zase zahteval zakonitost, zlasti v primerjavi z v bistvu samooklicanim vodstvom Charlesa de Gaulla, dvomljive okoliščine glasovanja pojasnjujejo, zakaj večina francoskih zgodovinarjev ne meni, da je Višij popolna kontinuiteta francoske države.

Besedilo, o katerem je glasoval kongres, je pisalo:
Državni zbor daje vladi republike polna pooblastila po pooblastilu in podpisu maršala Pétaina, da z enim ali več akti razglasi novo ustavo francoske države. Ta ustava mora zagotavljati pravice dela, družine in domovine. Ratificiral jo bo narod in uporabljale skupščine, ki jih je ustvaril.  
Ustavni akti z dne 11. in 12. julija 1940 so Pétainu podelili vsa pooblastila (zakonodajna, sodna, upravna, izvršilna in diplomatska) ter naziv "vodja francoske države" (chef de l'État français) kot pravico, da imenuje svojega naslednika. Pétain je 12. julija imenoval Lavala za podpredsednika in njegovega imenovanega naslednika ter imenoval Fernanda de Brinona za predstavnika nemškega vrhovnega poveljstva v Parizu. Pétain je ostal na čelu Višijskega režima do 20. avgusta 1944. Francoski nacionalni izrek Liberté, Egalité, Fraternité (Svoboda, Enakost, Bratstvo) je zamenjal z Travail, Famille, Patrie (Delo, družina, domovina). Takrat je bilo ugotovljeno, da TFP pomeni tudi kazen travaux forcés à perpetuité ("prisilno delo za večno"). Paula Reynauda je septembra 1940 aretirala Višijska vlada in leta 1941, pred začetkom sojenja v Riomu, je bil obsojen na dosmrtno ječo. 
Pétain je bil po naravi reakcionaren, kljub statusu heroja Tretje francoske republike med prvo svetovno vojno. Skoraj takoj, ko so mu bila podeljena polna pooblastila, je Pétain začel kriviti demokracijo Tretje francoske republike in endemično korupcijo za ponižujoč poraz Francije v boju proti Nemčiji. V skladu s tem je njegova vlada kmalu začela dobivati avtoritarne značilnosti. Demokratične svoboščine in jamstva so bile takoj ukinjene. Razveljavljena je bila svoboda misli in izražanja, ljudi, ki so kritizirali vlado, pa so pogosto aretirali. Izvoljene organe so zamenjali imenovani. "Občine" in resorne komisije so bile tako dane v pristojnost uprave in prefektov (predlaganih in odvisnih od izvršilne oblasti). Januarja 1941 je bil pod enakimi pogoji ustanovljen Nacionalni svet (Conseil National), ki so ga sestavljali ugledniki s podeželja in provinc. Kljub jasni avtoritarni zasedbi Pétainove vlade ni formalno ustanovil enostrankarske države, ohranil je trobojnico in druge simbole republikanske Francije in za razliko od mnogih na skrajni desnici ni bil anti-Dreyfusard. Pétain je iz svoje vlade izključil fašiste, njegov kabinet pa so na splošno sestavljali "možje 6. februarja" (člani "vlade nacionalne unije", ustanovljene po krizi 6. februarja 1934 po aferi Stavisky) in glavni politiki, katerih poklicne možnosti so bile ustavljene zaradi zmagoslavja Ljudske fronte leta 1936.

## Vlada
V času vladanja Višijskega režima je bilo pet vlad, začenši z nadaljevanjem Pétainovega položaja iz Tretje francoske republike, ki je sama razpadla in mu dala polna pooblastila, tako da je Pétain prepustil popoln nadzor nad novo, "francosko državo", kot jo je sam poimenoval. Pierre Laval je prvo vlado ustanovil leta 1940. Drugo vlado je oblikoval Pierre-Étienne Flandin in je trajala le dva meseca, do februarja 1941. François Darlan je bil nato vodja vlade do aprila 1942, nato pa Pierre Laval ponovno do avgusta 1944. Višijska vlada je po osvoboditvi Francije septembra 1944 pobegnila v izgnanstvo v Sigmaringen. 

## Zunanji odnosi
Višijska Francija je bila v letih 1940-1942 priznana s strani večine sil osi in nevtralnih sil, pa tudi ZDA in Sovjetske zveze. Med vojno je Višijska Francija izvajala vojaške akcije proti oboroženim vdorom sil osi in zavezniških vojskovanj in je bila primer oborožene nevtralnosti. Najpomembnejša taka akcija je bilo potop francoske mornarice v Toulonu 27. novembra 1942, da bi preprečili njeno zajetje s strani sil osi. Washington je Višijski Franciji sprva podelil polno diplomatsko priznanje in poslal admirala Williama D. Leahyja za ameriškega veleposlanika. Ameriški predsednik Franklin Delano Roosevelt in državni sekretar Cordell Hull sta upala uporabiti ameriški vpliv za spodbujanje elementov v Višijski vladi, ki je nasprotovala vojaškemu sodelovanju z Nemčijo. Washington D.C. je tudi upal, da bo Višij spodbudil, da se bo uprl nemškim vojnim zahtevam, na primer glede letalskih oporišč v Siriji pod nadozrom francoskega vladanjem ali premeščanja vojnih zalog preko francoskih ozemelj v severni Afriki. Stališče ZDA je bilo v bistvu, da Francija ne sme sprejeti nobenih ukrepov, ki bi lahko negativno vplivali na prizadevanja zaveznikov v vojni, razen če bi to izrecno zahtevali pogoji premirja.
Stališče ZDA do Višijske Francije in Charlesa de Gaulla je bilo še posebej napeto. Roosevelt ni maral de Gaulleja in ga je označeval za "vajenega diktatorja." Američani so najprej poskušali podpreti generala Maxima Weyganda, generalnega delegata Višija za Afriko do decembra 1941. Potem, ko je prva izbira ni uspela, so se tik pred pristankom v Severni Afriki 8. novembra 1942 obrnili na Henrija Girauda. 
Ameriški general Mark W. Clark iz združenega poveljstva zaveznikov je 22. novembra 1942 ponudil Darlqnu podpisati pogodbo, s katero je dala "Severno Afriko na razpolago Američanom" in ustvarila Francijo "vazalno državo". Washington si je nato med letoma 1941 in 1942 zamislil status protektorata za Francijo, ki bi bil po osvoboditvi podvržen zavezniški vojaški vladi okupiranih ozemelj (AMGOT), kot je Nemčija. Po atentatu na Darlana 24. decembra 1942 so se Američani ponovno obrnili proti Giraudu, na katerega so se zbrali za Maurice Couve de Murville, ki je imel finančno odgovornost v Vichyju, in Lemaigre-Dubreuilja, nekdanji član La Cagoule in podjetnik, ter Alfred  Pose [fr], generalni direktor Banque nationale pour le commerce et l'industrie (Nacionalna banka za trgovino in industrijo). 

### Kolonialni boj s svobodno Francijo
Da bi se zoperstavil Višijski vladi, je general Charles de Gaulle po svojem pozivu z dne 18. junija 1940 na radiu ustanovil Svobodne francoske sile (FFL). Sprva je bil Winston Churchill dvoumen glede de Gaulla in je prekinil diplomatske odnose z Višijsko vlado šele, ko je postalo jasno, da se Višijska Francija ne bo pridružila zaveznikom.

## Sodelovanje z Nacistično Nemčijo
Zgodovinarji ločijo med državno kolaboracijo, ki ji je sledil Višijski režim, in "kolaboracionisti", ki so bili zasebni francoski državljani, želeni sodelovanja z Nemčijo in ki so si prizadevali za radikalizacijo režima. Pétainisti so bili po drugi strani neposredni podporniki maršala Pétaina in ne Nemčije (čeprav so sprejeli Pétainovo državno kolaboracijo). Državno sodelovanje je bilo zapečateno z intervjujem Montoire (Loir-et-Cher) v Hitlerjevem vlaku 24. oktobra 1940, med katerim sta se Pétain in Hitler dogovorila o sodelovanju med državama. V organizaciji Pierra Lavala, močnega zagovornika kolaboracije, sta intervju in njuno rokovanje fotografirala in izkoristila nacistična propaganda, da bi pridobila podporo civilnega prebivalstva. 30. oktobra 1940 je Pétain uradno razglasil državno kolaboracijo in po radiu izjavil: "Danes stopim na pot kolaboracije." 22. junija 1942 je Laval izjavil, da "upa na zmago Nemčije". Iskrena želja po sodelovanju Višijske vlade ni preprečila, da bi organizirala aretacijo in včasih celo usmrtitev nemških vohunov, ki so vstopili v območje Višijske Francije.
Sestava in politika kabineta Višij sta bila mešana. Številni višijski uradniki, kot je Pétain, so bili reakcionarji, ki so menili, da je nesrečna usoda Francije posledica njenega republikanskega značaja in dejanj njenih levičarskih vlad v tridesetih letih dvajsetega stoletja, zlasti Ljudske fronte (1936–1938) pod vodstvom Léona Bluma. Charles Maurras, monarhistični pisatelj in ustanovitelj gibanja Action Française, je ocenil, da je bil Pétainov pristop na oblast v tem pogledu "božansko presenečenje", in mnogi ljudje po njegovem prepričanju so menili, da je bolje imeti avtoritarno vlado, podobno tisti Francisca Franca v Španiji, četudi pod nemškim nadzorom, kot da bi imeli republiško vlado. Drugi, kot je Joseph Darnand, so bili močni antisemiti in odkriti nacistični simpatizerji. Številni od teh so se pridružili enotam Légion des Volontaires Français contre le Bolchévisme (Legija francoskih prostovoljcev proti boljševizmu), ki so se borile na vzhodni fronti, kasneje pa je postala divizija SS Karl Veliki. 
Po drugi strani pa so tehnokrati, kot je Jean Bichelonne in inženirji iz skupine X-Crise, izkoristili svoj položaj za spodbujanje različnih državnih, upravnih in gospodarskih reform. Te reforme so bile navedene kot dokaz kontinuitete francoske uprave pred in po vojni. Veliko teh javnih uslužbencev in reform, ki so jih zagovarjali, so po vojni obdržali. Tako kot so potrebe po vojnem gospodarstvu med prvo svetovno vojno spodbudile državne ukrepe za reorganizacijo gospodarstva Francije proti prevladujočim klasičnim liberalnim teorijam – strukturam, ohranjenim po Versajski pogodbi iz leta 1919 – so se reforme, sprejete med drugo svetovno vojno, ohranile in razširile. Skupaj z listino Conseil National de la Résistance (CNR) z dne 15. marca 1944, ki je združila vsa odporniška gibanja v eno enotno politično telo, so bile te reforme glavni instrument pri vzpostavitvi povojnega dirižizma, neke vrste napol  načrtovanega gospodarstvo, zaradi česar je Francija postala država z moderno socialno demokracijo. Primer takšne kontinuitete je ustanovitev francoske fundacije za preučevanje človeških problemov Alexisa Carrela, priznanega zdravnika, ki je podpiral tudi evgeniko. Ta ustanova se je po vojni preimenovala v Nacionalni inštitut za demografske študije (INED) in obstaja še danes. Drug primer je ustanovitev državnega statističnega zavoda, ki se je po osvoboditvi preimenoval v INSEE. 
Reorganizacija in združitev francoske policije, ki jo je izvedel René Bousquet, ki je ustvaril groupes mobiles de réserve (GMR, Reserve Mobile Groups), je še en primer reforme politike Višijske Francije in prestrukturiranja, ki so ga vzdrževale naslednje vlade. Nacionalna paravojaška policija, GMR je bila občasno uporabljena v akcijah proti francoskemu odporu, vendar je bil njen glavni namen uveljaviti oblast Višijske Francije z ustrahovanjem in izvajanjem politične represije nad civilnim prebivalstvom. Po osvoboditvi Francije so se nekatere njene enote združile s Svobodno francosko vojsko, da bi oblikovale Compagnies Républicaines de Sécurité (CRS, republikanske varnostne družbe), glavno francosko silo proti nemirom. 

## Vojska
Deli francoske vojske so padli pod nadzor Višijske Francije.
Vojaške sile Višijske Francije so pozneje postale znane kot vojska premirja.
General Charles Noguès je služil kot vrhovni poveljnik francoskih sil Višijske Francije. 
Francoska mornarica Višij je bila pod poveljstvom admirala Françoisa Darlana z mornariško posadko v Toulonu. 
Francoske letalske sile Višij je vodil general Jean Romatet, ki je sodeloval v akcijah v Severni Afriki. 

## Socialna in ekonomska zgodovina
Višijska oblast je odločno nasprotovala "modernim" družbenim trendom in poskušala "nacionalno regeneracijo" obnoviti vedenje, ki je bolj skladno s tradicionalnim katolištvom. Philip Manow je trdil, da Višijski režim predstavlja avtoritarno, protidemokratično rešitev, ki jo je francoska politična desnica v koaliciji z nacionalno cerkveno hierarhijo večkrat iskala v medvojnem obdobju in jo skoraj uveljavila leta 1934". Višijski režim je s pozivom k "nacionalni regeneraciji" obrnil številne liberalne politike in začel strog nadzor nad gospodarstvom, pri čemer je bilo osrednje načrtovanje ključno. 
Delavski sindikati so bili pod strogim vladnim nadzorom. Ni bilo volitev. Neodvisnost žensk je bila obrnjena, s poudarkom na materinstvu. Državne agencije so morale odpustiti poročene uslužbenke.  Konservativni katoličani so postali vidni. Pariz je izgubil svoj avantgardni status v evropski umetnosti in kulturi. Mediji so bili strogo nadzorovani in poudarjali so hudi antisemitizem, po juniju 1941 pa antiboljševizem. Hans Petter Graver je zapisal, da je Višijski režim razvpit po sprejemanju antisemitskih zakonov in odlokov, ki jih je sodstvo zvesto uveljavljalo.

### Ekonomija
Višijska retorika je povzdignila kvalificiranega delavca in malega poslovneža. V praksi so bile potrebe obrtnikov po surovinah zanemarjene v korist velikih podjetij. Generalni odbor za trgovinsko organizacijo (CGOC) je bil nacionalni program za posodobitev in profesionalizacijo malih podjetij.
Leta 1940 je vlada prevzela neposreden nadzor nad vso proizvodnjo, ki je bila sinhronizirana z nemškimi zahtevami. Svobodne sindikate je zamenjal z obveznimi državnimi sindikati, ki so narekovali delovno politiko ne glede na glas ali potrebe delavcev. Centraliziran birokratski nadzor francoskega gospodarstva ni bil uspešen, saj so nemške zahteve postajale vse težje in nerealistične, pasivni odpor in neučinkovitost so se množili, zavezniški bombniki pa so udarili na železniške postaje. Višijski režim je ustvaril prve obsežne dolgoročne načrte za francosko gospodarstvo, vendar vlada nikoli ni poskušala izdelati celovitega pregleda. de Gaullova začasna vlada v letih 1944–45 je načrte Višijske vlade na skrivaj uporabila kot osnovo za svoj program obnove. Monnetov načrt iz leta 1946 je požel dediščino prejšnjih prizadevanj za načrtovanje v tridesetih letih dvajsetega stoletja, Višijska odpora in začasne vlade. Monnetov načrt za posodobitev gospodarstva je bil načrtovan tako, da bi izboljšal konkurenčni položaj države, da bi jo pripravil na sodelovanje v odprtem večstranskem sistemu in s tem zmanjšal potrebo po zaščiti trgovine.  

### Prisilno delo
Nacistična Nemčija je vso vojno pridržala francoske vojne ujetnike kot prisilne delavce. Dodali so obvezne in prostovoljne delavce iz okupiranih narodov, zlasti v kovinskih tovarnah. Zaradi pomanjkanja prostovoljcev je Višijska vlada septembra 1942 sprejela zakon, ki je dejansko deportirala delavce v Nemčijo, kjer so bili do avgusta 1944 pridobljenih 15 % delovne sile. Največje število je delalo v velikanski jeklarni Krupp v Essnu. Nizka plača, dolge ure dela, pogosti bombni napadi in prenatrpana zaklonišča za zračne napade so prispevali k neprijetnim razmeram slabega stanovanja, neustreznega ogrevanja, omejene hrane in slabe zdravstvene oskrbe, vse skupaj pa je še dodatno ostro nacistična disciplina. Delavci so se poleti 1945 končno vrnili domov. Osnutek prisilnega dela je spodbudil francoski odpor in spodkopal Višijsko vlado.   

### Pomanjkanje hrane
Civilni prebivalci so trpeli zaradi pomanjkanja vseh vrst potrošniškega blaga. Sistem racionalizacije je bil strog in slabo voden, kar je vodilo v podhranjenost, črne trge in sovražnost do državnega upravljanja oskrbe s hrano. Nemci so zasegli približno 20 % francoske proizvodnje hrane, kar je povzročilo hude težave v gospodarstvu francoskih gospodinjstev. Francoska kmetijska proizvodnja je propadla zaradi pomanjkanja goriva, gnojil in delavcev. Kljub temu so Nemci zasegli polovico mesa, 20 % pridelkov in 2 % šampanjca. Težave z oskrbo so hitro prizadele francoske trgovine, v katerih je manjkala večina artiklov. Vlada je odgovorila z racioniranjem, toda nemški uradniki so določili politiko in lakota je prevladovala, zlasti pri mladih v mestnih območjih. Čakalne vrste so se daljšale pred trgovinami. 
Nekaterim ljudem, vključno z nemškimi vojaki, je koristil črni trg, kjer so hrano prodajali brez vstopnic po zelo visokih cenah. Kmetje so meso preusmerjali predvsem na črni trg, zato ga je bilo za prosti trg veliko manj. V obtoku so bile tudi karte za ponarejeno hrano. Neposredni nakup od kmetov na podeželju in menjava s cigaretami sta postala običajna, čeprav so bile te dejavnosti strogo prepovedane in so zato tvegale zaplembo in globe. 
Pomanjkanje hrane je bilo najbolj akutno v velikih mestih. V bolj oddaljenih podeželskih vaseh so tajni zakol, zelenjavni vrtovi in razpoložljivost mlečnih izdelkov omogočili boljše preživetje. Uradni obrok je zagotavljal diete na ravni stradanja 1013 ali manj kalorij na dan, dopolnjene z domačimi vrtovi in zlasti nakupi na črnem trgu.

### Ženske
Dva milijona francoskih vojakov, ki so bili v Nemčiji med vojno zaprti kot vojni ujetniki in prisilni delavci, ni bilo v smrtni nevarnosti v boju, vendar je bila strah pred ločitvijo za njunih 800.000 žena velika. Vlada je zagotovila skromen dodatek, vendar je vsaka deseta postala prostitutka, da bi preživljala svoje družine. 
Medtem je Višijski režim promoviral zelo tradicionalen model ženskih vlog. Uradna ideologija nacionalne revolucije je spodbujala patriarhalno družino, ki jo je vodil moški s podrejeno ženo, ki je bila vdana svojim številnim otrokom. Ženskam je režim dal ključno simbolno vlogo pri izvajanju nacionalne regeneracije in uporabil propagando, ženske organizacije in zakonodajo za spodbujanje materinstva; domoljubna dolžnost in podrejenost ženske zakonu, domu in vzgoji otrok. Zdelo se je, da je upad rodnosti resen problem za Višijsko Francijo, ki je uvedel družinske dodatke in nasprotoval nadzoru rojstev in splavu. Pogoji za gospodinje so bili zelo težki, saj je bilo hrane malo, pa tudi večina potrebščin. Materinski dan je postal pomemben datum v Višijskem koledarju, s praznovanji v mestih in šolah s podelitvijo medalj materam številnih otrok. Zakoni o ločitvah so bili veliko strožji in omejili so zaposlovanje poročenih žensk. Družinski dodatki, ki so se začeli v tridesetih letih 20. stoletja, so se nadaljevali in so postali ključna življenjska pot za številne družine kot mesečni denarni dodatek za več otrok. Leta 1942 se je rodnost začela povečevati, do leta 1945 pa je bila še višja.
Na drugi strani so ženske iz odpora, od katerih so bile mnoge povezane z bojnimi skupinami, povezanimi s francosko komunistično partijo, premagale spolno oviro, tako da so se borile z moškimi. Po vojni so bile njihove službe prezrte, vendar je Francija že po osvoboditvi leta 1944 ženskam dala pravico do volilnega glasu.

## Nemška okupacija: november 1942
8. novembra 1942 je Hitler ukazal Case Antonu, da naj zasede Korziko in nato preostanek nezasedene francoske južne cone kot takojšen odziv na izkrcanje zaveznikov v Severni Afriki (operacija Torch). Po zaključku operacije so Nemci 12. novembra 1942 okupirali ozmelje Višijske Francije ter prevzeli nadzor nad Višijsko Francijo. Višijska Francija je še naprej izvajala svojo preostalo jurisdikcijo nad skoraj vso metropolitansko Francijo, pri čemer je preostala oblast prešla v roke Lavala, vse do postopnega zloma režima po invaziji zaveznikov junija 1944. 7. septembra 1944, po invaziji zaveznikov na Francijo, so preostali člani predsedniškega kabineta Višijske Francije pobegnili v Nemčijo in ustanovili marionetno vlado v izgnanstvu v tako imenovani enklavi Sigmaringen. Ta krhka vlada je končno padla, ko je mesto aprila 1945 zavzela zavezniška francoska vojska. 
Del preostale legitimnosti Višijskega režima je posledica nenehne ambivalence ameriških in drugih voditeljev. Ameriški predsednik Franklin Roosevelt je še naprej sumil Višijsko Francijo in promoviral generala Henrija Girauda kot prednostno alternativo Charlesu de Gaullu, kljub slabemu delovanju sil Višija v Severni Afriki – admiral François Darlan je pristal v Alžiru dan pred operacijo Torch. Alžir je bil sedež francoskega 19. armadnega korpusa Višij, ki je nadzoroval vojaške enote Višij v severni Afriki. Darlana je v 15 urah nevtralizirala 400-članska francoska odporniška sila. Roosevelt in Churchill sta kot francoskega voditelja v Severni Afriki sprejela Darlana in ne de Gaulla. De Gaulle sploh ni bil obveščen o izkrcanju v Severni Afriki. Združene države Amerike so zamerile tudi svobodni Franciji, ki je 24. decembra 1941 prevzela nadzor nad St Pierrom in Miquelonom, ker je državni sekretar Cordell Hull verjel, da je posegla v sporazum med ZDA in Višijsko Francijo o ohranitvi statusa quo glede francoskih ozemeljskih posesti na zahodni polobli. 
Po invaziji na Francijo preko Normandije in Provanse (operacija Overlord in Operacija Dragoon) in po odhodu voditeljev Višijske Francije so ZDA, Velika Britanija in Sovjetska zveza končno priznale začasno vlado Francoske republike (GPRF), ki jo je vodil de Gaulle, legitimna vlada Francije 23. oktobra 1944. Pred tem se je prva vrnitev demokracije v metropolitansko Francijo po letu 1940 zgodila z razglasitvijo Svobodne republike Vercors 3. julija 1944 po naročilu vlade Svobodne Francije – vendar je bilo to dejanje konec julija zatrjeno z močnim nemškim napadom. 

## Razpad Višijske Francije

### Neodvisnost SOL
Leta 1943 se je kolaboracionistična milica Service d'ordre légionnaire (SOL), ki jo je vodil Joseph Darnand, osamosvojila in se preimenovala v "Milice française" (Francoska milica). SOL, ki ga je uradno vodil sam Pierre Laval, je vodil Darnand, ki je imel čin SS in je prisegel zvestobo Adolfu Hitlerju. Pod vodstvom Darnanda in njegovimi podpoveljniki, kot sta Paul Touvier in Jacques de Bernonville, so bile Milice odgovorne za pomoč nemškim silam in policiji pri zatiranju francoskega odpora in makije. 

### Sigmaringenska komisija
Poleti 1944 so zavezniki začeli z osvoboditvijo Francije. Višijska Francija je razpadla 20. avgusta 1944. Po osvoboditvi Pariza 25. avgusta so nemške sile Pétaina in njegove ministre odpeljale v Sigmaringen. Potem, ko sta tako Pétain kot Laval zavrnila sodelovanje, so Nemci izbrali Fernanda de Brinona za ustanovitev psevdovlade v izgnanstvu v Sigmaringenu. Pétain je zavrnil nadaljnje sodelovanje in operacija Sigmaringen je imela malo ali nič pooblastila. Uradi so uporabljali uradni naziv "Komisija francoske vlade za obrambo nacionalnih interesov" (francosko: Commission gouvernementale française pour la défense des intérêts nationaux) in so bili neformalno znani kot "francoska delegacija" (francosko: Délégation française). Enklava je imela svojo radijsko postajo (Radio-patrie, Ici la France) in uradni tisk (La France, Le Petit Parisien), gostila pa je veleposlaništva sil osi Nemčije in Japonske ter italijanski konzulat. Prebivalstvo enklave je bilo približno 6.000, vključno z znanimi kolaboracionističnimi novinarji, pisatelji Louis-Ferdinand Céline in Lucien Rebatet, igralcem Robertom Le Viganom in njihovimi družinami ter 500 vojaki, 700 francoskimi SS člani, vojnimi ujetniki in francoskimi civilisti, pa tudi prisilnimi delavci.
Komisija je trajala sedem mesecev, preživela je zavezniško bombardiranje, slabo prehrano in stanovanja ter hudo mrzlo zimo, ko so se temperature spustile na –30 °C, medtem ko so prebivalci živčno opazovali, kako se zavezniške čete približujejo, in razpravljali o govoricah.
21. aprila 1945 je general de Lattre ukazal svojim silam, naj zavzamejo Sigmaringen. V nekaj dneh se je vojna končala. Do 26. aprila je bil Pétain predan v roke francoskih oblasti v Švici, Laval pa je pobegnil v Španijo. Brinon, Luchaire in Darnand so bili ujeti in do leta 1947 obsojeni na smrtno kazen. Drugi člani so pobegnili v Italijo ali Španijo. Višijski režim je leta 1945 popolnoma razpadel.

## Dogodki po razpadu
Svobodni Francozi, zaskrbljeni, da bi se zavezniki lahko odločili, da bodo Francijo dali pod upravo zavezniške vojaške vlade za okupirana ozemlja, so si prizadevali za hitro ustanovitev začasne vlade Francoske republike. Prva akcija začasne vlade je bila ponovna vzpostavitev republikanske zakonitosti po vsej metropolitanski Franciji. 
Začasna vlada je menila, da je Višijska ustava protiustavna in zato vsa njena dejanja nimajo legitimnih pooblastil. Vsi "ustavni akti, zakonodajni ali regulativni", ki jih je sprejela Višijska vlada, pa tudi dekreti, sprejeti za njihovo izvajanje, so bili z Odlokom z dne 9. avgusta 1944 odstranjeni. V kolikor je bila popolna razveljavitev vseh aktov, ki jih je sprejela Višijska vlada, vključno z ukrepi, ki bi ga lahko sprejela legitimna republiška vlada, se je štelo za nepraktično, odredba je določala, da se dejanja, ki v odredbi niso izrecno navedena kot razveljavljena, še naprej prejemajo "začasno uporabo". Številni akti so bili izrecno razveljavljeni, vključno z vsemi akti, ki jih je Višijski režim imenoval "ustavni akti", vsemi dejanji, ki so diskriminirala Jude, vsemi dejanji, povezanimi s tako imenovanimi "tajnimi društvi" (kot so prostozidarji), in vsemi akti, ki so ustanovili posebna sodišča.
Odstranjene so bile tudi kolaboracionistične paravojaške in politične organizacije, kot sta Milice in Service d'ordre légionnaire.
Začasna vlada je sprejela ukrepe za zamenjavo lokalnih vlad, vključno z vladami, ki jih je Višijski režim zatrl z novimi volitvami ali s podaljšanjem mandata tistim, ki so bili izvoljeni najkasneje do leta 1939.
Začasna vlada je tudi sodila premierju Višijske Francije Phillippu Pétainu zaradi izdaje. Avgusta 1945 je bil Pétain spoznan za krivega in obsojen na smrtno kazen. Vendar je predsednik začasne vlade Charles de Gaulle Pétainovo obsodbo, zaradi njegovih velikih zaslug v prvi svetovni vojni in visoke starosti, spremenil v dosmrtno ječo.